# Achinoam Nini
Achinoam Nini (hebrejsky אֲחִינועַם נִינִי‎; * 23. června 1969 Tel Aviv), též známá pod svým uměleckým jménem Noa (značícím Not Only Achinoam = „ne pouze Achinoam“), je izraelská zpěvačka z rodiny jemenského původu. 
 Noa spolu se zpěvačkou Mirou Awad reprezentovala Izrael na Eurovision Song Contest 2009 v Moskvě. Jejich soutěžní píseň „There Must Be Another Way“ obsadila 16. místo.

## Život a kariéra
Noa se narodila v roce 1969 v Tel Avivu. Od svých dvou let žila v New Yorku, ale ve svých sedmnácti letech se vrátila do Izraele. Její hudba je ovlivněna písničkáři z šedesátých let, jako například Joni Mitchell, Barbra Streisand a podobně. Noa zpívá nejen anglicky a hebrejsky, ale také arabsky, francouzsky, italsky, španělsky, hindsky, thajsky a jemenským nářečím hebrejštiny. Hraje na bicí, kytaru a klavír. V roce 2008 navštívila také Českou republiku a účinkovala v pořadu Noc s andělem.

### Duety s jinými interprety

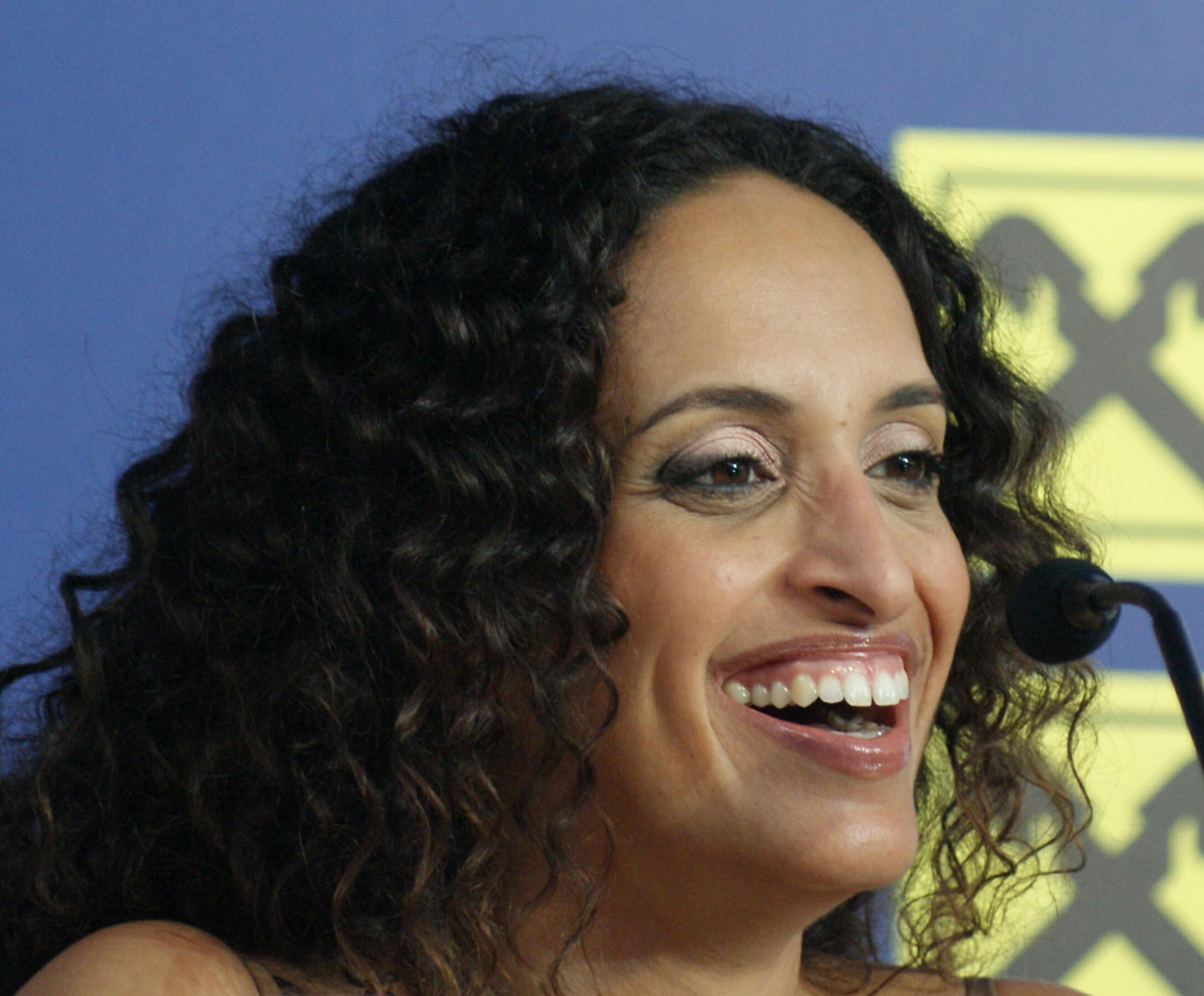
Noa na Eurovizi 2009

Noa vystupovala s mnoha známými umělci, například se Stingem, Steviem Wonderem nebo například se slavným španělským zpěvákem Miguelem Bosé.

### Mírová činnost
Noa často spolupracuje s arabskými a palestinskými zpěváky z celého světa, například Khaled z Alžírska. V roce 2005 také zpívala na koncertu Live 8 v Římě.

### Eurovize 2009
Noa v roce 2009 vystoupila na Eurovision Song Contest se zpěvačkou palestinsko-bulharsko-izraelského původu Mirou Awad. Jejich soutěžní píseň „There Must Be Another Way“, mířená proti boji rozdílných světů, arabského a izraelského, postoupila do finále, kde obsadila 16. místo s počtem 53 bodů (pět bodů Izrael obdržel ze Slovenska a čtyři z Česka).

## Alba
- 1993: Achinoam Nini and Gil Dor
- 1994: Noa
- 1996: Calling
- 1997: Achinoam Nini
- 2000: Blue Touches Blue
- 2002: Now
- 2008: Genes & Jeans
- 2011: Noapolis – Noa Sings Napoli
- 2011: The Israeli Songbook
- 2015: Love Medicine
- 2019: Letters to Bach
- 2021: Afterallogy